# Красавцев, Николай Иванович
Николай Иванович Красавцев (род. 19 июня 1902 года — 22 июля 1976 года) — советский инженер-металлург, специалист в области доменного производства, лауреат Ленинской премии (1960). С 1925 года — член РКП(б)/ВКП(б)/КПСС.
Доктор технических наук (1965) Профессор (1967).

## Биография
Родился 19 июня 1902 года в Курске, Российская империя В 1920—1921 годах служил добровольцем в РККА. В 1929 году окончил металлургический факультет Ленинградского политехнического института (1929). В 1930—1935 годы работал в доменных цехах на Белореченском металлургическом заводе, затем — в «Азовстали». В 1935—1940 годах был на должности научного сотрудника ЛПИ.
С 1940—1941 год — старший инженер техотдела Наркомчермета. В период 1941—1948 годов был страшим инженером отдела чёрной металлургии Госплана СССР. В 1946—1953 годах был преподавателем доцентом кафедры чёрной металлургии Московского инженерно-экономического института. В 1953—1960 годы занимал должность заместителя директора Института чёрной металлургии АН УССР по научной работе.
С мая 1960 по 1973 годах директор Сталинского (Донецкого) филиала Украинского НИИ металлов (преобразованного в 1962 году в Донецкий НИИ чёрной металлургии)
С 1973 года профессор кафедры доменного производства Донецкого политехнического института. В 1960 году в составе коллектива удостоен Ленинской премии за участие во внедрении природного газа в доменное производство. Заслуженный деятель науки и техники УССР (1970). Награждён орденами и медалями
Умер в Донецке 22 июля 1976 года.

## Сочинения
- Перспективы развития доменного производства [Текст]. — Москва : Металлургиздат, 1958. — 558 с. : ил.; 23 см.
- Работа по загрузке доменной печи [Текст]. — Москва : Металлургиздат, 1942. — 104 с., 1 вкл. л. черт. : черт., ил.; 15 см. — (В помощь рабочим массовых профессий).
- Развитие техники доменного производства СССР в ближайшем семилетии [Текст]. — Москва : Металлургиздат, 1960. — 71 с. : ил.; 22 см.
- В помощь работающим по уборке колошниковой пыли в доменном цехе [Текст]. — Москва : Металлургиздат, 1942. — 48 с. : ил., черт.; 14 см. — (В помощь рабочим массовых профессий).
- Металлургия чугуна [Текст] : [Учеб. пособие для металлург. вузов]. — Москва : Металлургиздат, 1952. — 640 с. : ил.; 23 см.
- Подручный горнового доменной печи [Текст] : [Учеб. пособие для ремесл. училищ и школ ФЗО]. — Москва : Металлургиздат, 1951. — 260 с.; 1 л. черт. : ил., черт.; 23 см.
- В помощь работающим на колошнике доменной печи [Текст] / Н. И. Красавцев. — Свердловск ; Москва : Металлургиздат, 1942 (Свердловск). — 72 с. : ил., черт.; 14 см. — (В помощь рабочим массовых профессий).
- В помощь рабочим по загрузке доменной печи [Текст] / Инж. Н. И. Красавцев. — Москва : изд. и тип. Металлургиздата, 1944. — 83 с. : ил., черт.; 20 см. — (В помощь рабочим-металлургам Юга).
- Служба горна доменной печи [Текст] / Н. И. Красавцев, Л. Д. Шаркевич. — Москва : Металлургия, 1973. — 111 с. : черт.; 20 см.
- Работа мастера на современной доменной печи [Текст] / Н. И. Красавцев и М. Я. Остроухов. — [2-е изд.]. — Москва : изд-во и тип. Металлургиздата, 1949. — 544 с. : ил.; 22 см.
- О повышении эффективности доменной плавки [Текст] / Акад. наук УССР. Ин-т чёрной металлургии. — Киев : Изд-во Акад. наук УССР, 1960. — 99 с. : граф.; 23 см.
- Maistrul la furnale moderne [Текст] : Trad. din limba rusă / N. I. Crasavţev, M. I. Ostrouhov. — Bucureşti : Ed. tehnică, 1951. — 445 с. : ил.; 24 см.
- Poradnik dla ładowaczy wielkiego pieca [Текст] / inż. N. Krasawcew ; Tłum. inż. A. Czechowicz. — Katowice : Państwowe wyd-wa techniczne, 1951. — 82 с. : ил.; 21 см.
- Очерки по металлургии чугуна [Текст] / Н. И. Красавцев и И. А. Сировский ; Под ред. акад. М. А. Павлова. — Москва : изд-во и тип. Металлургиздата, 1947. — 492 с.; 1 л. ил. : ил.; 23 см.
- A korszerű kohó mesterének kézikönyve [Текст] / N. I. Kraszavcev — M. Ja. Osztrouhov ; Ford. Dubai Bálint. — Budapest : Nehézipari könyv- és folyóiratkiadó vállalat, 1952. — 574 с. : ил.; 20 см.
- Hilfsbuch für den Hochofenarbeiter [Текст] / Von N. I. Krassawzew ; Übers. … Von Dipl.-Ing. Henrich Ucke. — Leipzig : Fachbuchverl., 1954. — 230 с. : ил.; 23 см.
- Práce mistra u vysoké pece [Текст] / N. I. Krasavcew, M. J. Ostrouchov ; Prel. dr. Valerij Vilinský. — Praha : Průmyslové vyd-ví, 1952. — 509 с. : ил.; 21 см. — (Knižnice hutního průmyslu; Sv. 14).